# Sinagoga Mare din Stockholm

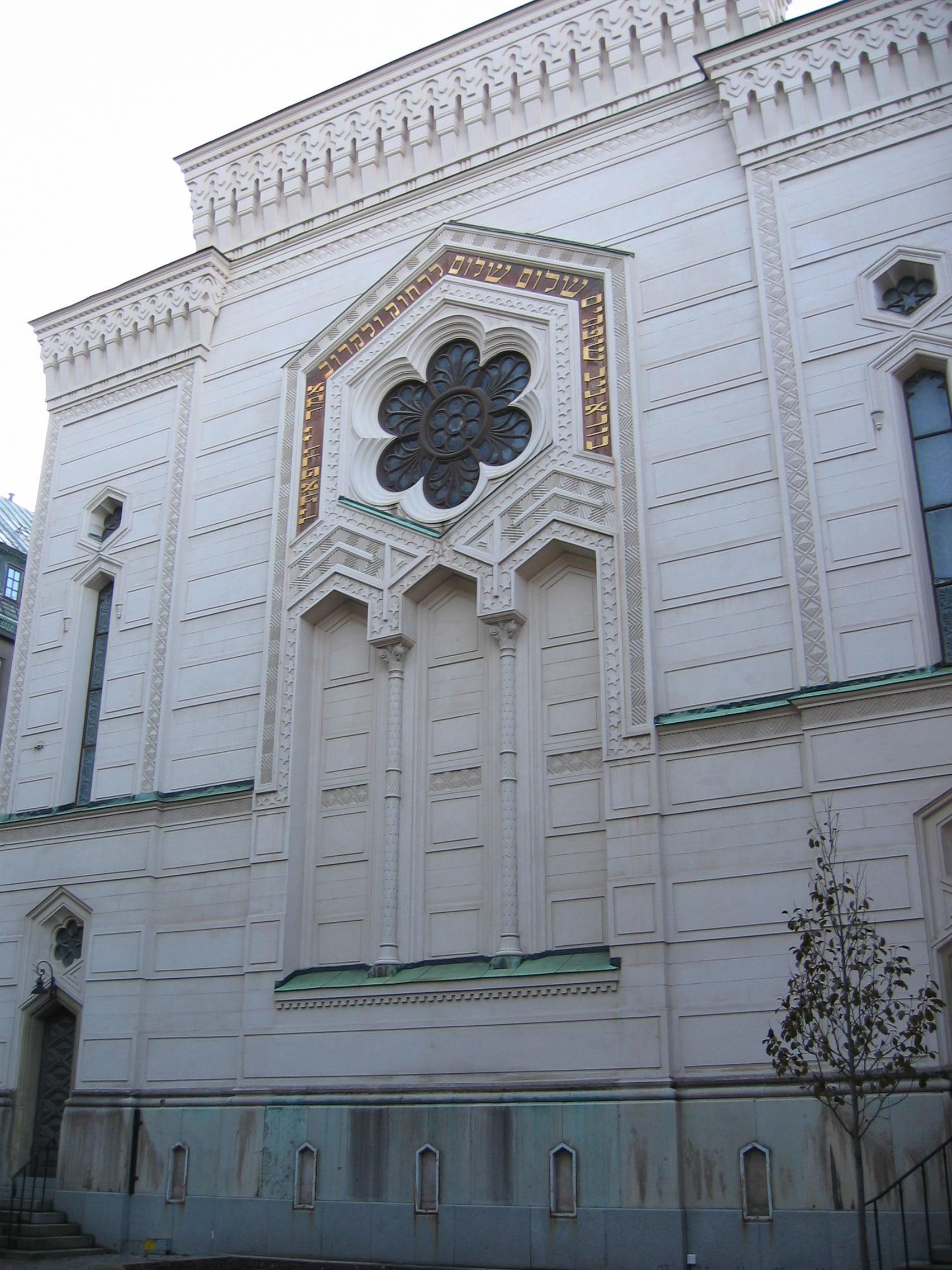
Sinagoga Mare din Stockholm

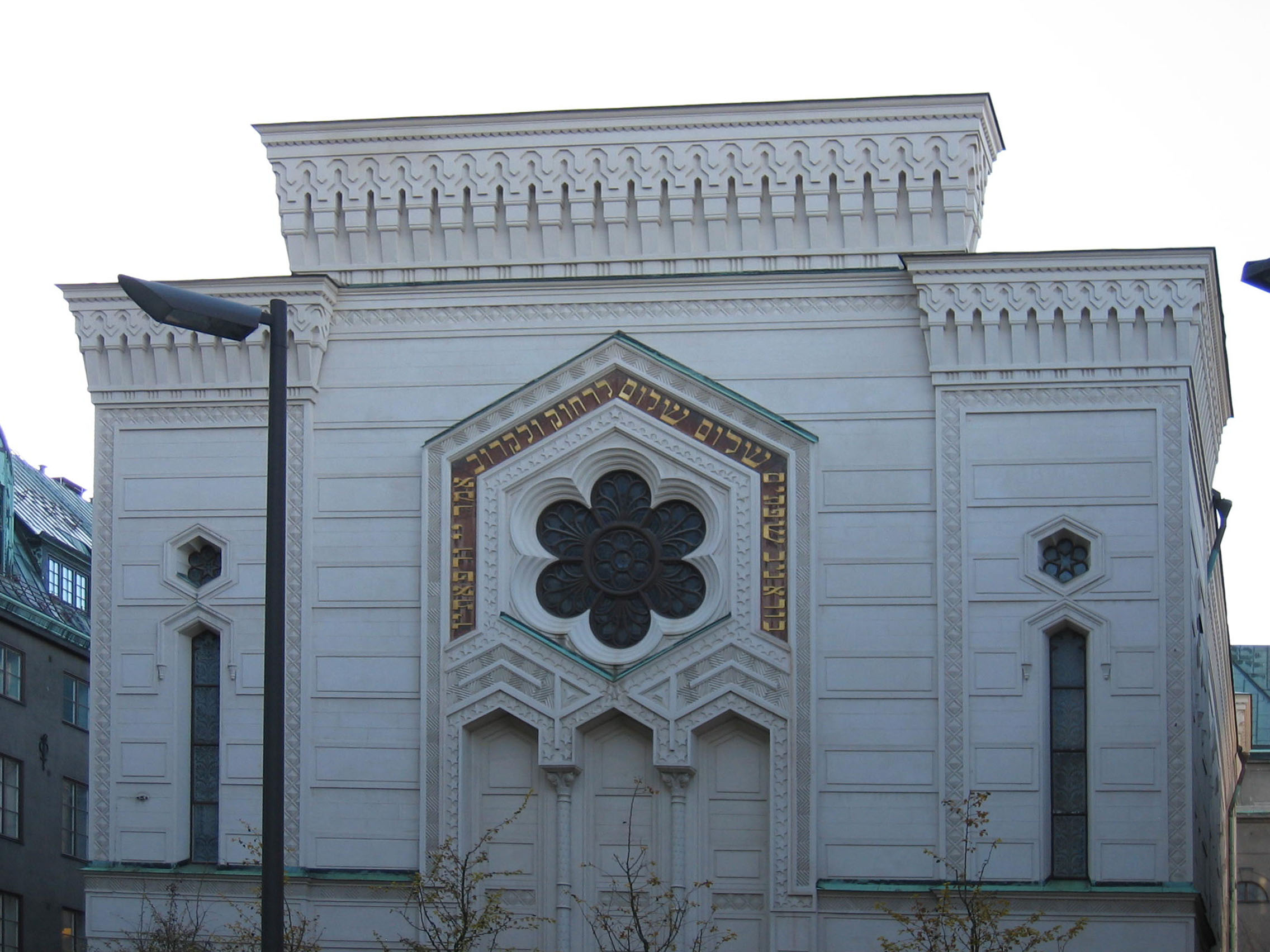
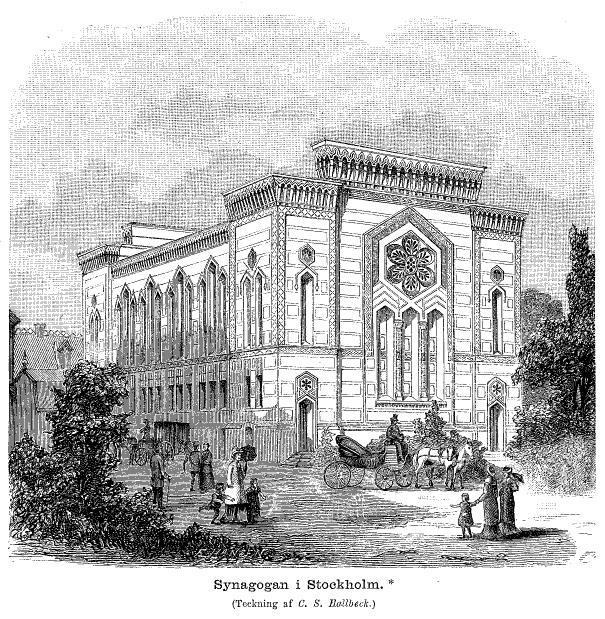

Sinagoga Mare din Stockholm (suedeză Stora synagogan i Stockholm) este un lăcaș de cult evreiesc din Stockholm. Ea a fost construită în 1870.